# John Conway
John Horton Conway (Liverpool, 26 de dezembro de 1937 – 11 de abril de 2020) foi um matemático britânico. Foi ativo na teoria dos grupos finitos, teoria dos nós, teoria dos números, teoria combinatória dos jogos e teoria de códigos.
Entres os matemáticos amadores, é o mais bem conhecido por sua teoria combinatória dos jogos e pela invenção do Jogo da vida. Foi também um dos inventores do sprouts, assim como o futebol dos filósofos, e ele desenvolveu análises detalhadas de muitos jogos e quebra-cabeças, tais como o Cubo soma. Ele criou o ainda não resolvido Problema do anjo.
Inventou um novo sistema de numeração, os números surreais, que são intimamente relacionados com alguns jogos e foram o tema de um romance matemático de Donald Knuth. Ele também inventou uma nomenclatura para número excessivamente grandes, a Conway chained arrow notation.

## Biografia
Nascido no Liverpool, ele estabeleceu junto com Michael Guy na metade dos anos 60 que existem 64 policloros uniformes convexos não prismáticos.
Trabalhou na classificação de grupos simples finitos e descobriu os grupos de Conway.
Para o cálculo do dia da semana, inventou o algoritmo Doomsday.
Em 2004, Conway e Simon Kochen, outro matemático de Princeton, provaram o Teorema do Livre Arbítrio, uma versão primária do princípio de nenhuma variável oculta da Mecânica Quântica. Disse que dadas certas condições (que a maioria dos físicos consideram verdadeiras), se um pesquisador pode decidir livremente quais quantias medir em um experimento particular, então as partículas elementares devem ser livres para escolher seus spins para tornar as medidas consistentes com a lei física. Ou, como diz Conway: "se os pesquisadores tiverem livre arbítrio, o mesmo terão as partículas elementares."
Foi professor de matemática na Universidade de Princeton. Ele estudou na Universidade de Cambridge. Em 1981 foi eleito membro da Royal Society.
Ele (co-)escreveu uma séria de livros incluindo o Atlas of Finite Groups (Atlas dos Grupo Finitos), Sphere Packings, Lattices and Groups, The Sensual (Quadratic) Form (A Sensual forma (Quadrática)), On Numbers and Games, Winning Ways for your Mathematical Plays, The Book of Numbers (O Livro dos Números), e On Quaternions and Octonions (Sobre Quaternons e Octanons).
Os pais de Conway foram Agnes Boyce e Cyril Horton Conway.  Tornou-se interessado em matemática em uma idade muito precoce, e sua mãe lembra que ele podia dizer as potências de dois quando ele tinha quatro anos de idade. Aos onze anos sua ambição era tornar-se um matemático.
Depois de deixar o ensino médio, Conway entrou na faculdade de Gonville and Caius, Cambridge, para estudar matemática. Ele conquistou o título de bacharel em 1959 e começou a realizar pesquisas em teoria dos números supervisionado por Harold Davenport. Tendo resolvido o problema em aberto apresentado por Davenport em escrever números como somas de potências de cinco, Conway começou a se interessar por ordinais infinitos. Aparentemente seu interesse em jogos começou durante seus anos de estudo na Universidade de Cambridge, onde se tornou um ávido jogador de gamão, passando horas jogando o jogo na sala de convivência. Ele concluiu seu doutorado em 1964 e foi nomeado professor associado e professor de matemática na Universidade de Cambridge.
Deixou Cambridge em 1986, para assumir a cadeira de John von Neumann na divisão de matemática na Universidade de Princeton. Na qual conway dedicou-se à trabalhos focados na área da geometria, particularmente, as simetrias de diferentes treliças cristalinas.
Conway residia em Princeton, Nova Jérsei. Ele teve sete filhos de vários casamentos, três netos e quatro bisnetos. Ele foi casado três vezes, sua primeira esposa foi Eileen, e sua segunda esposa era Larissa. Se casou com sua terceira esposa, Diana, em 2001.

## Jogo da Vida de Conway

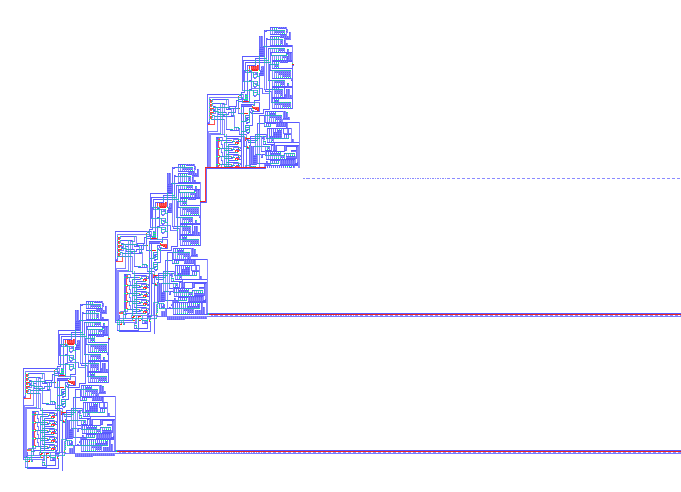
Primeira implementação da máquina auto-reprodutora de Neumann. Consiste em três máquinas, a terceira(acima) terminando de ser construída pela máquina abaixo. Primeiro autômato celular completo.

John conway tornou-se popular fora do mundo da matemática com o desenvolvimento do Jogo da Vida, dando inicio à popularização de algorítmos de autômato celular após uma publicação de Martin Gardner na revista Scientific American em 1970. Surge como uma ferramenta recreativa baseada numa versão simplificada dos desenvolvimentos originais de John von Neumann na mesma área, que buscava, de maneira computacional, descrever uma máquina capaz de auto-reprodução.
Em resumo, algorítmos de autômato celular descrevem uma malha finita ou infinita de células, cada célula podendo ter 2 ou mais estados, em intervalos constantes de tempo, ocorrem iterações, nas quais uma lista de regras é verificada para cada célula relevante na malha, alterando seus estados.
Contrário ao algoritmo de autômato celular de Neumann, o Jogo da Vida possui apenas dois estados possíveis(vivo e morto) para cada célula na grade, e apenas 4 regras:
1. Qualquer célula com menos de dois vizinhos vivos morre na próxima iteração. (Subpopulação)
2. Qualquer célula com dois ou três vizinhos vivos vive na próxima iteração. (Coexistência)
3. Qualquer célula com mais de três vizinhos vivos morre na próxima iteração. (Superpopulação)
4. Qualquer célula morta com três vizinhos vivos passa a viver na próxima iteração. (Reprodução)

Uma Gosper's Glider Gun criando diversos "planadores"

A simplicidade do jogo de conway permitu sua popularização fora do mundo acadêmico, visto que os comportamentos emergentes, por mais que imprevisíveis no longo prazo, podem ser analisados à curto prazo de maneira mais intuitiva, permitindo a criação de "criaturas" dentro do jogo da vida por pessoas não aprofundadas em matemática ou na área de autômatos celulares.
O jogo da vida de conway é um sistema turing-completo, ou seja, é possível realizar qualquer tarefa computacional utilizando da malha e das regras impostas nela, desde calculadoras simples de números primos até uma recriação do jogo da vida dentro do próprio jogo da vida

## Morte
Morreu no dia 11 de abril de 2020, aos 82 anos, em decorrência de complicações da COVID-19.